# Plagithmysus lookii
Plagithmysus lookii là một loài bọ cánh cứng trong họ Cerambycidae.